# Bryum pallidum
Bryum pallidum là một loài rêu trong họ Bryaceae. Loài này được Hedw. Schreb. ex With. mô tả khoa học đầu tiên năm 1801.